# 続古事談
『続古事談』（ぞくこじだん）は鎌倉初期の説話集。編者不詳。跋文によれば建保7年（1219年、同年承久と改元）4月23日成立。全6巻のうち、現存本は巻3を欠く。185話収載。

## 概要
構成は『古事談』を範とし、「王道后宮・臣節・（欠巻）・神社仏寺・諸道・漢朝」の各巻からなる。欠巻部分は「僧行・勇士」であったとする説が強い。うち漢朝部は中国古典・史書などからの引用であり、『古事談』には無い。
所収の説話伝承は『中右記』、『長秋記』、『中外抄』、『富家語』などを出典とし、日記・故実書の利用は『古事談』に似ているが、文体は和文（仮名文）で儒教の教訓性を持つ説話が多い。承久の乱前夜において尚古傾向と末代意識が強く、理想的な帝王の姿を説くのは後鳥羽院への諫言が込められているという。

## 注解
- 『続古事談 注解』、和泉書院、1994年。詳細な注釈書・大著
- 『続古事談』、播摩光寿・小林保治ほか3名校注、おうふう（旧・桜楓社）、2002年。
- 『新日本古典文学大系41 古事談、続古事談』、川端善明・荒木浩校注、岩波書店、2005年。最終回配本